# Crepuscle
|  | Per a altres significats, vegeu «Crepuscle (desambiguació)». |

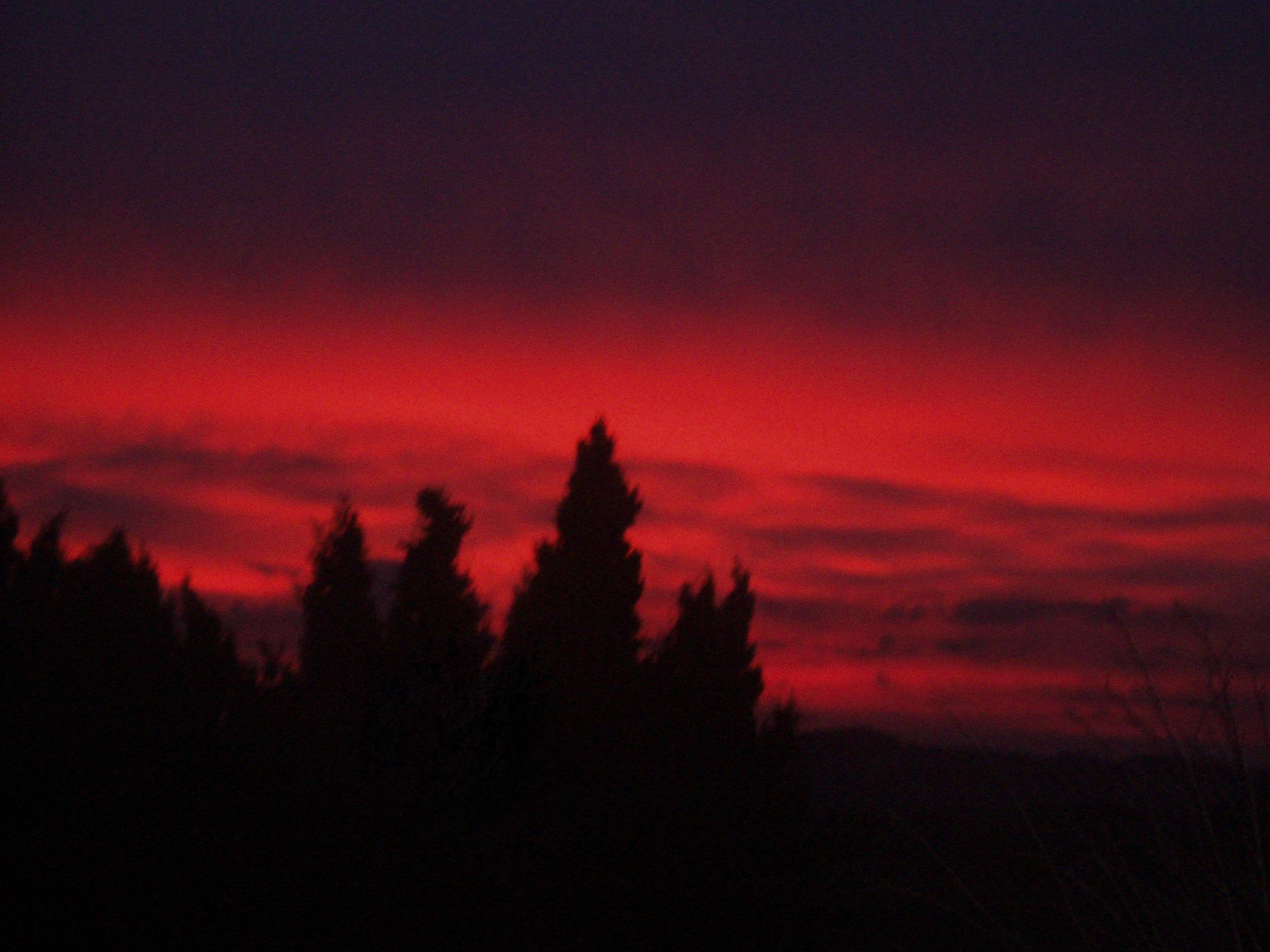
Crepuscle vist des d'un camp als afores de Palafrugell

El crepuscle o llostre és la il·luminació de l'atmosfera pels raigs del Sol als extrems de la nit, cosa que motiva que veiem la llum solar abans de la sortida del sol o quan ja s'ha post. Aquesta difusió allarga el dia, tant al matí abans de l'alba, com a la tarda després de l'ocàs. El sol mateix no és, de fet, visible perquè no ha emergit encara sobre l'horitzó (alba) o ha passat per sota l'horitzó (posta de sol).
A causa de la qualitat inusual i romàntica de la llum ambiental a tal hora, el crepuscle sempre ha estat molt popular entre fotògrafs i pintors, que s'hi inspiren, anomenant el crepuscle com l'«hora blava» provinent de l'expressió francesa l‘heure bleue.
L'adjectiu col·lateral de crepuscle és crepuscular (i quan hi ha llum de dia és diürn i per plena nit, nocturn). El terme es troba sovint aplicat a algunes espècies d'insectes i als mamífers més actius en aquestes hores del dia.

## Definicions
Des d'una perspectiva científica, el crepuscle es defineix en funció de la posició del Sol (el seu centre) a l'horitzó. Es consideren tres tipus de crepuscle: el crepuscle civil (el més brillant), el crepuscle nàutic i el crepuscle astronòmic. Per a aquestes definicions, s'utilitza un horitzó ideal de 90° des del zenit.
Hi ha dos tipus de crepuscle:
- Crepuscle matutí: ocorre abans de la sortida del Sol i s'anomena també aurora o alba.
- Crepuscle vespertí: ocorre després de l'ocàs del Sol i s'anomena també capvespre.

Es distingeixen tres classes de crepuscles:
- Crepuscle civil: des que es pon el Sol fins que la seva altura és de -6°.
- Crepuscle nàutic: fins que l'altura n'és de -12°.
- Crepuscle astronòmic: fins que l'altura n'és de -18°.

### Crepuscle civil

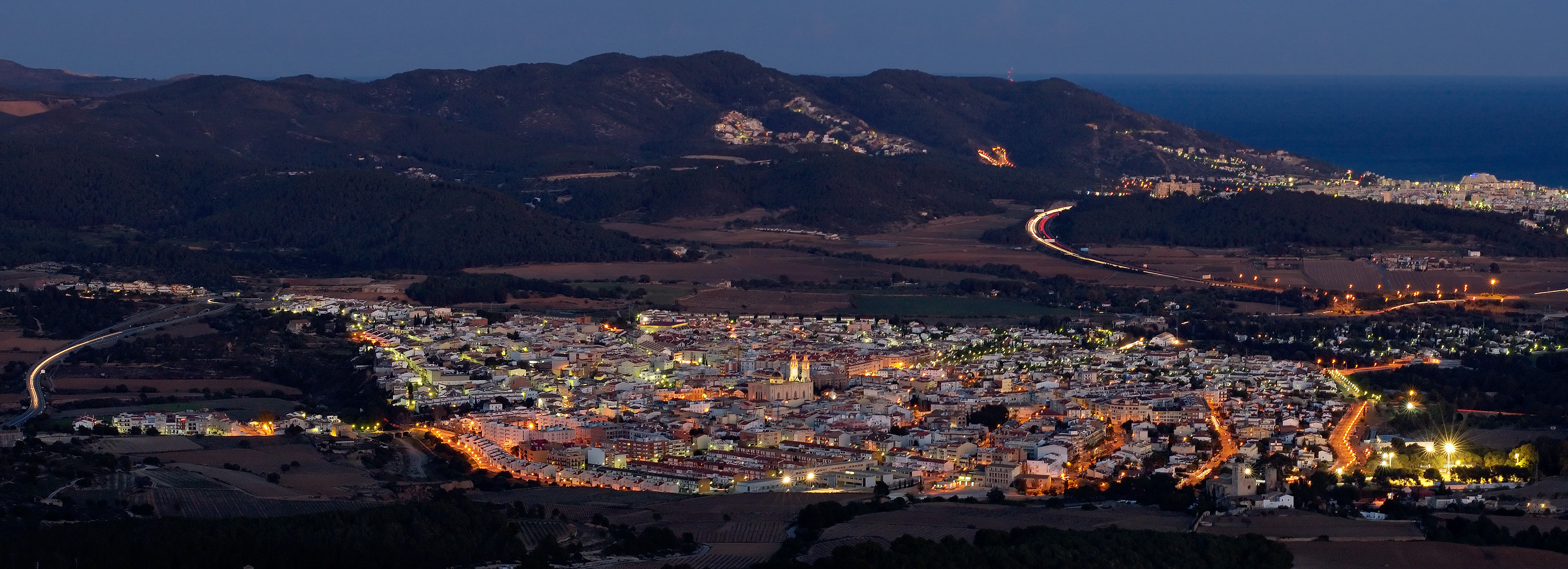
A l'hora del crepuscle civil l'horitzó és clarament visible, i els objectes terrestres fàcilment perceptibles, sense llum artificial

El crepuscle civil comença al matí quan el centre del Sol és a menys de 6° per sota de l'horitzó, és l'alba civil. El crepuscle civil comença amb la posta del sol fins al moment en què el centre del Sol és més de 6° per sota l'horitzó. Les estrelles més brillants comencen a ser visibles durant el crepuscle civil, així com a planetes, Venus, per exemple, que és conegut com l'estrella del matí o l'estrella del vespre. Durant aquest període, hi ha prou llum solar per a no necessitar fonts artificials de llum per fer activitats a l'aire lliure. Aquest concepte de crepuscle es relaciona amb diferents tipus legislatius, com quan els conductors d'automòbils han d'encendre els fars, o per alguns delictes per als quals pot ser agreujant la nocturnitat, encara que moltes vegades es considera un temps fix, comunament 30 minuts després de la posta de sol o abans de l'alba, per a aquestes finalitats legals.
El crepuscle civil també es pot descriure com el límit en què la il·luminació és suficient per a distingir clarament una persona; al començament del crepuscle civil del matí, o al seu final al vespre, l'horitzó es defineix clarament i les estrelles més brillants són visibles sota bones condicions atmosfèriques.

### Crepuscle nàutic

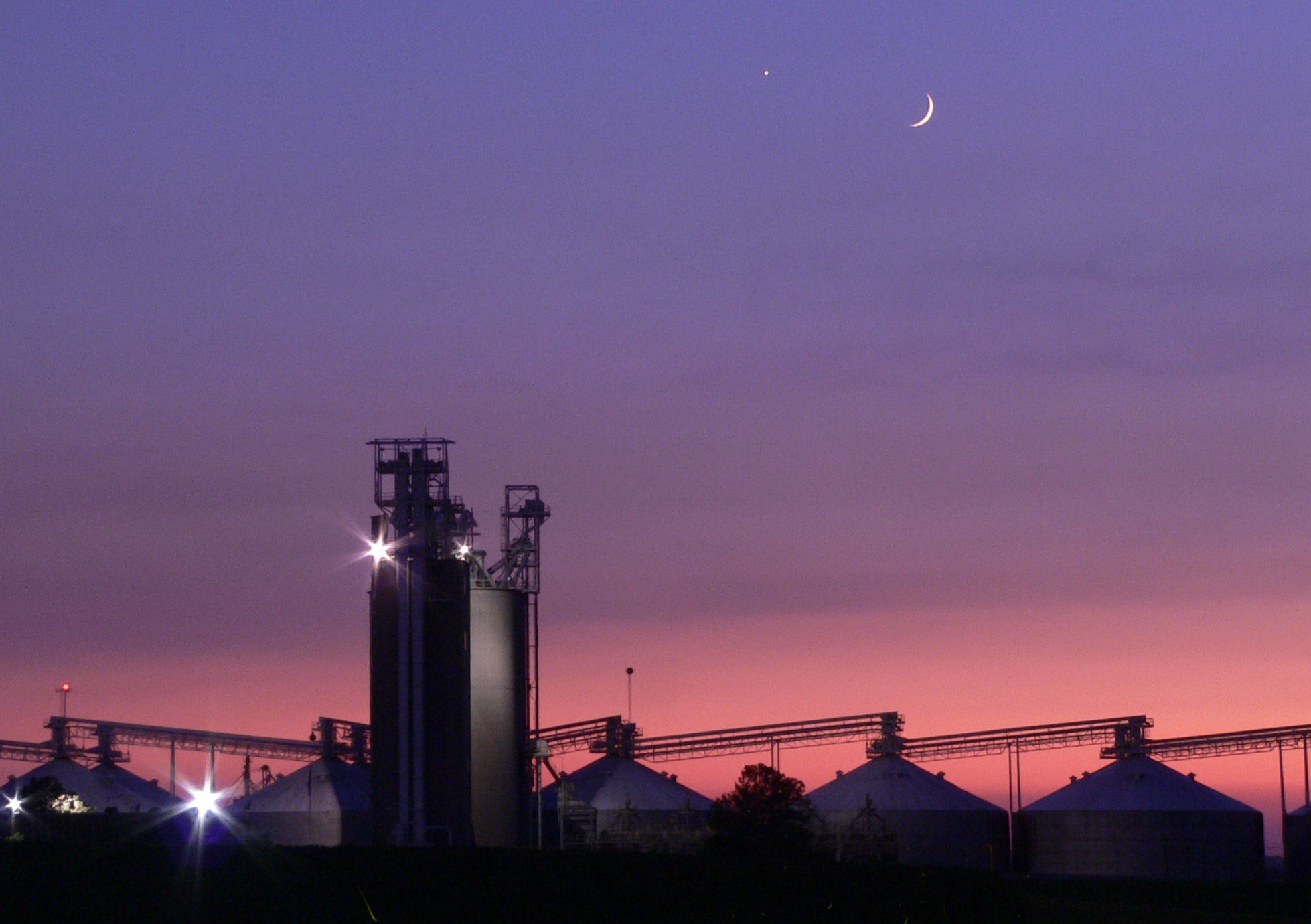
Crepuscle als EUA mig occidentals que presenten Venus com una "estrella de vespre" brillant i la lluna creixent

El crepuscle nàutic es defineix com el temps en què el centre del Sol és més de 6° per sota l'horitzó, però menys de 12°. En aquesta hora, els mariners poden prendre de vista les estrelles conegudes o fiables, utilitzant un horitzó visible per a la referència. L'extrem d'aquest període al vespre, o començament del matí, és també el temps en què les traces d'il·luminació prop del punt de posta de sol o alba de l'horitzó són molt difícils, si no impossible de discernir.
Al començament del crepuscle nàutic al matí (alba nàutica), o al final de crepuscle nàutic al vespre (crepuscle nàutic), sota bones condicions atmosfèriques i a falta d'una altra il·luminació, els contorns generals d'objectes de camp poden ser distingibles, però les operacions a l'aire lliure no són possibles, i l'horitzó és confús, motiu pel qual ja no és possible el càlcul de l'alçada de les estrelles pera utilitzar-les com a referència per a la navegació abans de l'alba nàutica o després del crepuscle nàutic.
El crepuscle nàutic té consideracions militars que provenen de la Guerra francoíndia també. Els acrònims en anglès BMNT (begin morning nautical twilight) i EENT (end evening nautical twilight) són utilitzats i considerats en planejar operacions militars.

### Crepuscle astronòmic
El crepuscle astronòmic es defineix com el temps en què el centre del Sol és més de 12° per sota l'horitzó, però menys de 18°. La majoria dels observadors casuals considerarien el cel sencer ja plenament en foscor, fins i tot quan només està començant el crepuscle astronòmic al vespre o només acaba al matí, i els astrònoms poden fer observacions, fàcilment, de fonts de punt com estrelles, però contemplar objectes difusos com galàxies només és possible pròpiament més enllà del límit del crepuscle astronòmic.
Conceptualment, les estrelles més fosques alguna vegada visibles a ull nu (les de la sisena magnitud) apareixeran al vespre una vegada que el Sol cau més de 18° per sota l'horitzó (i.e., quan ocorre el crepuscle astronòmic) i desapareixeran quan passi el Sol dels 18° de l'horitzó al matí (quan l'alba astronòmica ocorre); tanmateix, a causa de la contaminació lumínica, algunes localitats -generalment les que són en ciutats grans- no poden tenir mai l'oportunitat de veure fins i tot estrelles de quarta magnitud, sense tenir en compte la presència de qualsevol crepuscle.

## En la ficció
En el videojoc The Legend of Zelda: Twilight Princess, hi ha una dimensió crepuscular anomenada Twilight Realm (Regne crepuscular), un món paral·lel on mai arriba la llum del sol i sempre està sotmès a un crepuscle etern. Qui mana en aquesta dimensió és la Twilight Princess (Princesa del crepuscle), Midna, fins a la usurpació de l'autoproclamat Twilight King (Rei del crepuscle), Zant. El Twilight Realm té els seus habitants, els Twili, diminutiu de Twilight, 'crepuscle' en anglès.
Una sèrie d'èxit juvenil, escrita per Stephenie Meyer, s'anomena justament Crepuscle, i narra l'amor entre un vampir i una jove.